# Pavol Bakalár
Pavol Bakalár (* 27. července 1948 Giraltovce) je bývalý slovenský fotbalista. Po skončení hráčské kariéry se stal trenérem a funkcionářem. Byl také komunálním politikem.

## Fotbalová kariéra
V československé lize hrál v sezóně 1969/70 za Tatran Prešov. Nastoupil v 1 ligovém utkání. V nižších soutěžích hrál také za OZKN Svidník.

## Ligová bilance
| Ročník                                   | Zápasy | Góly | Klub          |
| ---------------------------------------- | ------ | ---- | ------------- |
| 1. československá fotbalová liga 1969/70 | 1      | 0    | Tatran Prešov |
| CELKEM                                   | 1      | 0    |               |